# 2025年のスポーツ
2025年のスポーツ（2025ねんのスポーツ）では、2025年（令和7年）のスポーツ関連の出来事についてまとめる。

## できごと

### 1月
- 1日 - 【アメリカンフットボール】 シュガーボウルの主催者はこの日、ルイジアナ州ニューオーリンズで発生した15人死亡の事件を受け、カレッジフットボール・プレーオフ準々決勝の同大会・ジョージア大学対ノートルダム大学（シーザーズ・スーパードーム）を翌2日15時（CT）キックオフに延期することを発表した[1][2]。
- 2日・3日 - 【陸上競技・駅伝】 第101回箱根駅伝（東京・大手町⇔箱根・芦ノ湖往復）で、青山学院大学が2年連続8回目の総合優勝を飾る[3]。また、東洋大学が総合9位に入り、シード権保持連続年数を20年に伸ばした[4]。
- 3日 - 【アメリカンフットボール】 第78回ライスボウルが東京ドーム（東京都文京区）で行われ、パナソニック インパルスが34-27で富士通フロンティアーズを降し9年ぶり5度目の優勝[5]。
- 5日
  - 【バスケットボール】 この日開催されたりそなグループ B.LEAGUE：B1 2024/25シーズン第16節の滋賀レイクス 対 三遠ネオフェニックス第2戦（滋賀県大津市・滋賀ダイハツアリーナ）は、第3クォーター途中[注 1]の残り時間1分12秒の場面でレイクスのハビエル・カーター（ アメリカ合衆国）が突然倒れ、一時的に意識消失状態となったことから試合を中断し、カーターを病院へ搬送するなどの措置を執った。その後、ゲームディレクターによる協議により試合を中止することを決定した[7][8]。その後、B.LEAGUE本部で当該試合の取り扱いについて調整を行ったが、試合会場の確保が出来なかったことなどを理由として20日に再試合を行わずに試合不成立とし、試合中断時点のスコアや出場選手の成績などについては公式記録として扱わないことを確認した[9][10]。
  - 【ゴルフ】 PGAツアー2025年初戦となるザ・セントリー（ハワイ州・プランテーションコースatカパルア）最終日で、松山英樹（LEXUS）が通算35アンダーで優勝。松山はこの優勝により、自身が持つアジア人選手最多勝利記録を更新するツアー通算11勝目を飾ると同時に、2022年にキャメロン・スミス（ オーストラリア）が記録した通算アンダーパーのツアー最多記録を更新した[11]。
- 6日・9日 - 【ラグビー】 日本ラグビーフットボール協会（JRFU）はこの両日、国際統括団体であるワールドラグビー（WR）が前年11月に理事会で決定し、加盟各国に通達を発した世界的試験ルールの実施並びにラグビー用語の改正等を受けての日本国内における実施に関する通達を発したことを明らかにした。日本協会の通達内容は『WR決定の試験的ルールは本年1月1日以後に世界各国で開始される国際試合やプロリーグ戦で実施されているが、日本国内では本年4月1日より新ルールを施行する予定である』こと、また『ラグビー用語[注 2]の改正は、本年1月6日以後に開催される公式試合より適用する』とし、それぞれ周知徹底を図ることとしている[12][13]。
- 7日 - 【ラグビー】 花園ラグビー場（大阪府東大阪市）で行われた第104回全国高等学校ラグビー大会決勝で桐蔭学園（神奈川）が40-17で東海大大阪仰星（大阪第2）に勝ち2年連続5回目の優勝を飾り99回、100回大会に続き4年ぶり2回目の連覇達成[14]。
- 10日 - 【バスケットボール】 日本バスケットボール協会（JBA）はこの日、日本女子代表ヘッドコーチ[注 3]に、前日本男子代表コーチのコーリー・ゲインズ（アメリカ合衆国）を就任させることを発表した[15][16]。
- 13日 - 【ラグビー】 秩父宮ラグビー場（東京都港区）で行われた第61回全国大学ラグビー選手権・決勝で帝京大学が早稲田大学を33-15で降し4大会連続、大会史上2位タイの明治大学に並ぶ13度目の優勝[17]。
- 18日 - 【バスケットボール】 ジャパン・プロフェッショナル・バスケットボールリーグ（Bリーグ）とアメリカ合衆国のプロバスケットボールリーグ・NBAがこの日、戦略的提携の基本合意を締結したことを発表した[18]。
- 21日 - 【バドミントン】 日本バドミントン協会（NBA）はこの日、朴柱奉（大韓民国）の後を受けた新ヘッドコーチとして大堀均が就任したことを含め、2025年度バドミントン日本代表の陣容を発表した[19][20]。
- 24日 - 【プロボクシング】 世界4団体[注 4]統一世界スーパーバンタム級タイトルマッチがこの日、有明アリーナ（東京都江東区）にて開催され、統一王者の井上尚弥（大橋ジム）が金芸俊（キム・イェジュン、大韓民国、WBO同級11位）を相手に4回2分25秒KOで勝利し、4団体統一王座3度目の防衛を果たすと同時に、現役最多となる世界タイトルマッチ通算24勝を達成した[21]。

### 2月
- 2日 - いずれも【陸上競技・マラソン】
  - 第77回香川丸亀国際ハーフマラソン（香川県丸亀市・Pikaraスタジアム南側スタート→同スタジアム内フィニッシュ）の男子の部で、太田智樹（トヨタ自動車）が59分27秒で3位に入り、日本人選手として初の1時間切りとなるハーフマラソンの男子日本記録を更新した[注 5][23]。
  - 第73回別府大分毎日マラソン（大分県大分市・大分マリーンパレス水族館（うみたまご）前スタート→ジェイリーススタジアムフィニッシュ）で、若林宏樹（青山学院大学4年）が2時間06分07秒で2位に入り、前年の大阪マラソンで平林清澄（当時國學院大學3年）[注 6]が記録した2時間06分18秒を上回るマラソンの日本学生記録および日本男子の初マラソン記録を更新した[25]。
- 7日 - 【スキー】 国際スキー・スノーボード連盟（FIS）ノルディックスキー複合女子ワールドカップシリーズ第10戦（エストニア・オテパー自治区（エストニア語版））で、葛西優奈（早稲田大学）が日本女子選手として初となるワールドカップ優勝の壮挙を成し遂げ、2位には双子の実妹である葛西春香（同）が入り、こちらも日本女子として初となる姉妹ワンツー・フィニッシュとなる壮挙を成し遂げた[26]。
- 8日 - 【アイスホッケー】 2026年にイタリアで開催される予定である2026年ミラノ・コルティナダンペッツォオリンピック女子アイスホッケー競技の最終予選グループG（北海道苫小牧市・nepiaアイスアリーナ）第2戦で、日本女子代表がポーランドに6対0のスコアで勝利、グループ首位を確定させると同時に4大会連続5回目となるオリンピック本大会出場を確定させた[27]。
- 14日 - 【陸上競技】 ワールドアスレティックス（WA）独立監視部門「インテグリティー・ユニット（AIU）」はこの日、昨年11月にドーピング違反で暫定資格停止とした池田向希（競歩、旭化成）から申請されていた処分取消審査の結果を通知し、池田について正式にドーピング違反を認定すると共に、2024年11月から4年間の選手資格停止処分を改めて科すことを決定した。これにより池田の2023年6月20日以後の競技記録は全て抹消措置となるため、「2024年世界競歩チーム選手権大会」（トルコ・アンタルヤ）で池田・岡田久美子（富士通）ペアが獲得した銀メダルが剥奪されることとなった[28]。
- 16日 - 【陸上競技】 第108回日本選手権20km競歩（兵庫県神戸市東灘区・六甲アイランド）の男子で山西利和（愛知製鋼）が20キロメートル競歩で1時間16分10秒の男子世界・アジア・日本新記録を（従来の日本記録は2015年の鈴木雄介（当時富士通）の1時間16分36秒）、女子で藤井菜々子（エディオン）が1時間26分33秒の女子日本新記録をそれぞれ達成（従来の記録は2019年の岡田久美子（当時ビックカメラ）の1時間27分41秒）[29]。
- 17日 - 【柔道】 柔道男子66kg級に於いて、世界選手権で2度（2019年、2021年）優勝した経歴を持つ柔道家の丸山城志郎（ミキハウス）がこの日、所属先を通して現役を引退したことを発表。25日に引退記者会見を執り行った[30]。
- 24日
  - 【陸上競技・マラソン】 大阪マラソン2025（大阪市中央区・大阪府庁前スタート→同区・大阪城公園フィニッシュ）の男子で、初マラソンの近藤亮太（三菱重工）が2時間05分40秒で2位に入り、2日の別府大分毎日マラソンで若林宏樹（青山学院大学4年）が記録した2時間06分07秒の初マラソン日本最高記録を27秒更新した[31]。また、黒田朝日（青山学院大学3年）が2時間06分05秒で6位に入り、若林が保持していた日本学生記録を2秒更新した[32]。一方、本大会のレース中、男子の先頭集団が30km地点の折り返し地点に差し掛かった際に正しい誘導がなされず折り返し点表示器設置地点から30メートル行き過ぎるアクシデントが発生、結果として約10秒タイムロスする事態を生じた。この件について大会運営に当たった大阪陸上競技協会はレース後の記者会見にて「本来ならば折り返し地点付近でコースを遮断するパイロン（カラーコーン）を設置するべきところ、これを怠ったことによるものである」として謝罪を行った。なお、日本陸上競技連盟（以下、日本陸連と表記）の公認競技規則に「マラソン競技のコース全長の0.1%より距離が長くなっていない場合は記録が認定される」という規定があるため、本大会男子の記録については誤差の範囲内であるとして公認することも明らかにしている[33]。
  - 【競輪】 競輪のGI競走である『第40回読売新聞社杯全日本選抜競輪』（愛知県豊橋市・豊橋競輪場）決勝が開催され、脇本雄太（福井県）が優勝し、史上初となる競輪GI競走[注 7]全制覇となるグランドスラムを達成、更にKEIRINグランプリ[注 8]と併せての“グランプリスラム”達成の壮挙となった[34]。
- 27日
  - 【ゴルフ】 日本女子プロゴルフ協会（以下、JLPGAと表記）はこの日、公式ツアー大会として本年4月25日 - 27日に川奈ホテルゴルフコース（静岡県伊東市）にて開催を予定していた『第43回フジサンケイレディスクラシック』について、主催者であるフジサンケイグループより開催辞退の申し出があったとして、今年度の大会の開催を取り止めとすることを発表した[35][36]。
  - 【スキー】 ノルディックスキー世界選手権（ ノルウェー・トロンデラーグ県トロンハイム）の女子個人複合ノーマルヒルマススタートで、葛西優奈（早稲田大学）が複合としては日本女子選手として初となる世界選手権優勝の壮挙を成し遂げ、3位には双子の実妹である葛西春香（同）が入った。また、日本勢の個人での金メダル獲得は1999年大会で船木和喜（当時デサント）が男子ジャンプ個人ノーマルヒルで獲得して以来26年ぶりとなった[37]。

### 3月
- 2日 - 【スノーボード】 2024-25 FISスノーボード・ワールドカップアルペン競技のシーズン最終戦がクリニツァ＝ズルドイ（ポーランド語版）（ポーランド・マウォポルスカ県）にて開催され、三木つばき（浜松いわた信用金庫）がパラレル大回転で優勝し、日本人選手初となるワールドカップアルペンの部門別総合優勝を達成、更に三木は今シーズンのパラレル回転・大回転の2種目総合優勝も併せて達成し、こちらも日本人選手初の壮挙となった[38]。
- 9日
  - 【陸上競技・マラソン】 名古屋ウィメンズマラソン（愛知県名古屋市東区・バンテリンドーム ナゴヤ発着）の23km付近で、ペースメーカーの選手がコースを間違え先頭集団の選手数名がコースアウトする事案が発生[注 9]。加世田梨花（ダイハツ）がコースアウトに気づきすぐに正規のコースに戻ったものの、2月の大阪マラソンでも似たような事案が発生しており、日本陸連強化委員会シニアディレクターの高岡寿成（Kao監督）は「アイデアを練って対策してほしい」とコメントしている[39][40]。
  - 【ゴルフ】
    - 全米女子プロゴルフ協会（USLPGA）ツアーの2025年シーズン第5戦目の「ブルー・ベイ・LPGA（英語版）」（ 中国・海南島／ジャン・レイク・ブルー・ベイGC）最終日の競技がこの日開催され、今季よりUSLPGAツアーに本格参戦している竹田麗央（ヤマエホールディングス）が単独首位からスタートして8バーディー・ノーボギーの64をマークし、2位のミンジー・リー（英語版）（ オーストラリア）に6打差をつけ、通算17アンダーでUSLPGAツアー通算2勝目（シーズン初勝利）を挙げると共に、2022年の古江彩佳（富士通）[注 10]以来、日本人選手としてルーキーシーズンでのUSLPGAツアー優勝を達成した[41]。
    - JLPGAツアー2025年シーズン開幕戦の「ダイキンオーキッドレディスゴルフトーナメント」（沖縄県南城市・琉球GC）最終日の競技がこの日開催され、申ジエ（ 韓国・スリーボンド）が通算6アンダーで2位タイとなり、JLPGAツアーの通算獲得賞金を13億8074万3405円とし、不動裕理が保持していたツアー生涯獲得賞金記録を更新した[42]。なお、同大会では前年優勝者の岩井千怜（Honda）が通算10アンダーで優勝し、2015年・2016年のテレサ・ルー（ 台湾）以来にして、かつ日本人選手では初となるツアー開幕戦2連覇を果たした[43]。
- 16日 - 【陸上競技・駅伝】 本年4月13日から10月13日まで開催される予定の大阪・関西万博を記念し、1970年開催の日本万国博覧会のメイン会場（大阪府吹田市）から大阪・関西万博のメイン会場（大阪市此花区）までを男子の実業団と大学のトップチームが駅伝で競う大会「ACN EXPO EKIDEN 2025」がこの日開催。オープン参加を含めた16チームが一同に揃い、全7区間で争われた。優勝は実業団代表のトヨタ自動車で[44]、2位には同じく実業団代表の富士通が入り[45]、3位の國學院大學が大学勢トップとなった[46]。
- 20日（現地時間） - 【五輪】 国際オリンピック委員会（IOC）はコスタナヴァリノ（ ギリシャ）で行われている第144次IOC総会で現会長のトーマス・バッハが2期12年の任期満了により退任する事に伴う会長選挙を実施し、第10代IOC会長に ジンバブエ出身で2004年アテネオリンピック、2008年北京オリンピック競泳女子200m背泳ぎ金メダリストでIOC理事のカースティ・コベントリーを選出。女性およびアフリカ人初の会長就任となる。コベントリーは6月23日に就任[47][48]。一方、日本人で初めてIOC会長選に出馬した渡邊守成（国際体操連盟会長）は落選した[49]。
- 29日 - 【プロボクシング】 国際ボクシング連盟（IBF）世界フライ級タイトルマッチがこの日、愛知県国際展示場（Aichi Sky Expo、愛知県常滑市）にて開催され、同世界ライトフライ級王者の矢吹正道（LUSH緑ジム）がフライ級王者のアンヘル・アヤラ・ラジザバル（ メキシコ）を12回TKOで下し日本人初となる世界2階級同時王者となった[50]。ただし、日本ボクシングコミッション（JBC）は異なる階級の同時王座保持を認めておらず、矢吹は1週間以内にどちらの王座を保持するか決めなければならない[50]。その後、4月8日付でライトフライ級王座の返上を発表した[51]。
- 31日 - 【ラグビー】 熊谷ラグビー場（埼玉県熊谷市）で行われた第26回全国高等学校選抜ラグビーフットボール大会決勝で桐蔭学園（神奈川）が36-0で京都成章（京都）に勝ち2年ぶり5回目の優勝[52]。

### 4月
- 6日 - 【柔道】 2025年全日本選抜柔道体重別選手権大会（福岡市博多区・福岡国際センター）2日目の女子70kg級決勝で、田中志歩と寺田宇多菜（ともにJR東日本）がともに反則負けとなる珍事が発生。優勝者なしとなるのは1966年（女子は1978年）の大会開始以来初となった[53]。
- 8日 -【ボートレース】 宮島競艇場（広島県廿日市市）で行われていた「開設71周年記念 宮島チャンピオンカップ」（GI）最終日は、強風のため第11競走以降が中止・打ち切り。周年記念の優勝戦が中止となったのは1995年7月の徳山競艇場の周年記念以来30年ぶりとなった[54]。
- 13日 - 【ゴルフ】 PGAツアーのメジャー大会「マスターズ・トーナメント」（ジョージア州・オーガスタ・ナショナルGC）最終日で、ローリー・マキロイ（ 北アイルランド）が通算11アンダーで並んだジャスティン・ローズ（ イングランド）とのプレーオフを制し、2000年の全英オープンでタイガー・ウッズ（ アメリカ合衆国）が達成して以来、ツアー通算6人目となるキャリアグランドスラムを達成[55]。
- 15日 - 【陸上競技】 女子100mハードル元日本記録保持者で2020年東京五輪同種目日本代表の寺田明日香（ジャパンクリエイト）がこの日、本シーズンをもって一線を退くことを発表した[56]。
- 18日 - 【ゴルフ】 JLPGAツアー『KKT杯バンテリンレディスオープン』（熊本県菊池郡菊陽町・熊本空港CC）初日で、高橋彩華（フリー）が6番ホールでイーグルを、13番ホールで自身初のホールインワンを達成し、ツアー史上4人目となる1ラウンド2イーグルを達成した[57]。
- 23日 - 【ゴルフ】 日本ゴルフ協会（JGA）はこの日付で1941年度「日本オープンゴルフ選手権競技[注 11]」優勝者の延原徳春[注 12]の表記について、大韓民国ゴルフ協会（朝鮮語版）との協議により氏名表記を本来の朝鮮語表記である『延徳春』とし、国籍も大韓民国に変更することを告示した[58]。
- 24日 - 【カーリング】 カナダのカーリングエージェンシー「The Curling Group」はこの日、グローバルプロカーリングリーグ『Rock League』を結成することを発表。新リーグでは男女混合という形で世界6地域でそれぞれチームを結成し、2026年4月より6週間の日程でワールドツアー形式で世界各地を転戦する。チーム編成は男女それぞれ5人ずつとし、カナダと欧州からそれぞれ2チーム、アメリカ合衆国から1チーム、アジアから1チームというスタイルとなり、アジアチームのキャプテンは吉田知那美（ロコ・ソラーレ）が務める[59][60]。
- 26日 - 【陸上競技】 『オクラホマ・スロー・チャレンジ』（ アメリカ合衆国・オクラホマ州）の男子円盤投において、湯上剛輝（トヨタ自動車）が2投目で63m85を記録。この結果、堤雄司（当時ALSOK群馬）が2020年に記録した62m59を更新する日本新記録を樹立した[61]。
- 27日
  - 【陸上競技・マラソン】 「ロンドンマラソン」（ イギリス・ロンドン）がこの日開催され、女子の部でティギスト・アセファ（ エチオピア）が2時間15分50秒で優勝し、ペレス・ジェプチルチル（ ケニア）が前年の同大会でマークした2時間16分16秒を更新する女子単独レースとしての世界新記録を樹立した[62]。
  - 【ゴルフ】 USLPGAツアーのメジャー大会「シェブロン選手権」（テキサス州ザ・ウッドランズ・クラブ・カールトンウッズ）最終日で、首位タイでスタートした西郷真央（島津製作所）が通算7アンダーで並んだ5人によるプレーオフを制し、USLPGAツアー初優勝を日本人5人目（通算6回目[注 13]）のメジャー大会制覇で飾った[63][64]。また、これにより日本勢はUSLPGAメジャー大会完全制覇を達成した[注 14][65]。

### 5月
- 3日 - 【陸上競技】 日本グランプリシリーズの「静岡国際陸上競技大会」（静岡県袋井市：エコパスタジアム）がこの日開催され、女子400mのタイム決勝レースにてフロレス・アリエ（ ペルー・日本体育大学3年）が51秒71で1着に入線し、丹野麻美（当時ナチュリル）が2008年の同大会で樹立した51秒75の日本記録を17年ぶりに更新する“日本最高タイム”を樹立。なお、アリエは同大会時点で日本国籍を保持していないため、当該記録は日本記録に公認されないものの、日本の大学に在学し、かつ日本学生陸上競技連合登録選手であるため日本女子学生新記録[注 15]として公認される[66]。その後、アリエは6月18日付で日本国籍を取得した[67]。
- 4日 - 【プロボクシング】 世界4団体統一世界スーパーバンタム級タイトルマッチがこの日、T-モバイル・アリーナ（ネバダ州ラスベガス）にて開催され、統一王者の井上尚弥（大橋ジム）がラモン・カルデナス（アメリカ合衆国）を相手に8回45秒TKOで勝利し、史上最多タイとなる4団体統一王座4度目の防衛を果たすと同時に、現役最多となる世界タイトルマッチ通算25勝と世界タイトルマッチ最多となる通算23回目のKO勝ちを達成した[68]。
- 15日 - 【バスケットボール】 日本を代表する屈指のポイントガードとして日本女子代表に於いて2020年東京五輪および2024年パリ五輪と2大会連続でオリンピック出場を果たし、また所属チームでも中心選手として活躍してきた宮崎早織（ENEOSサンフラワーズ）がこの日、東京都内で記者会見を行い、「2025-26シーズンのWリーグを最後に現役を引退する」ことを発表した[69]。
- 17日 - 【体操】第64回NHK杯体操選手権（東京都渋谷区・東京体育館）女子決勝で杉原愛子（TRyAS）が全日本体操競技選手権大会との合計で162.163点で全日本選手権優勝の岸里奈（戸田市スポーツセンター/クラーク記念国際高等学校）を逆転し男女を通じ同大会最長ブランク優勝となる10年ぶり2回目の優勝、2位の岸と共に10月18日から インドネシア・ジャカルタで開催予定の第53回世界体操競技選手権の女子個人総合代表に内定[70]。
- 18日 - 【体操】第64回NHK杯体操選手権（東京都渋谷区・東京体育館）男子決勝で岡慎之助（徳洲会体操クラブ）が全日本体操競技選手権大会との合計で252.109点で全日本選手権優勝の橋本大輝（日本生命/セントラルスポーツ）を逆転し2年連続2回目の優勝、2位の橋本と共に10月18日から インドネシア・ジャカルタで開催予定の第53回世界体操競技選手権の男子個人総合代表に内定[71]。
- 19日 - 【バスケットボール】 ジャパン・プロフェッショナル・バスケットボールリーグ2部（B2リーグ）2024-25シーズン優勝決定プレーオフの「アルティーリ千葉 対 富山グラウジーズ第3戦[注 16]」はこの日、アルティーリのホームアリーナである千葉ポートアリーナ（千葉市中央区）にて開催される予定であったが、18時の試合開始予定時刻の直前に施設内で停電が発生し、復旧見込みが立たないことから主催者の判断により試合中止を決定[72]。なお、この中止試合についてBリーグは一旦は再試合を開催することを決定したものの、試合会場の調整などがつかなかったため開催を断念することを発表。この結果、B2リーグの年間優勝などの取扱いについて22日にリーグ理事会を開催して協議を行い、アルティーリとグラウジーズの両チームを優勝扱いとすると共に、B2リーグプレーオフ最優秀選手としてアルティーリの黒川虎徹を選出することをそれぞれ決定し、同日公示した[73][74]。
- 24日 - 【ゴルフ】 JLPGAステップ・アップ・ツアーの「ツインフィールズレディーストーナメント」（開催日：22日 - 24日、石川県小松市：ゴルフクラブツインフィールズ）最終日の競技中、コース内に熊が闖入したことが確認されたため、大会主催者側は直ちに競技を中断して出場選手と観客を避難させた。これを受けて主催者側と石川県警、小松市と善後策の協議を行い、「選手及び観客の安全を担保できない」との判断により競技を打ち切りとする決定を行った。この結果、主催者側の判断により途中打ち切りとなった最終日の競技について無効とし、初日・2日目の競技をもって成立とした上で2日目終了時点で1位であった前田羚菜（ミロク情報サービス）を優勝とするなど最終結果を確定させる措置をとった[75]。
- 25日
  - 【卓球】 2025年世界卓球選手権（ カタール・ルサイル・スポーツ・アリーナ）男子ダブルス決勝で、篠塚大登（愛知工業大学）・戸上隼輔（井村屋グループ）組（日本）がゲームカウント3-2で高承睿・林昀儒組（ チャイニーズタイペイ）組に勝利し、1961年の第26回世界卓球選手権（北京）の同種目での星野展弥・木村興治組以来、64年ぶりとなる世界選手権優勝を果たした[76]。
  - 【ゴルフ】 USLPGAツアーの「リビエラ・マヤオープン（英語版）」（ メキシコ・キンタナ・ロー州／マヤコバ エル カマレオンコース）最終日の競技がこの日開催され、今季よりUSLPGAツアーに参戦している岩井千怜（Honda）が単独2位からスタートして7バーディー・1ボギーの66をマークし、通算12アンダーでUSLPGAツアー初勝利を挙げると共に、本年3月の竹田麗央（ヤマエグループホールディングス）以来となる日本人選手としてルーキーシーズンでのUSLPGAツアー優勝を達成した[77]。
- 28日 - 【スノーボード】 オリンピックに6大会連続で出場し、2014年ソチ五輪では女子パラレル大回転で銀メダルを獲得した竹内智香（広島ガス）がこの日、来シーズンをもって現役を引退することを発表した[78]。

### 6月
- 1日
  - 【ラグビー】 NTT JAPAN RUGBY LEAGUE ONE 2024-25 プレーオフトーナメント決勝が国立競技場（東京都新宿区）で行われ、東芝ブレイブルーパス東京がクボタスピアーズ船橋・東京ベイを18-13で降し2年連続2回目の優勝[79]。
  - 【パラ陸上】 2016年リオパラリンピック女子400m銅メダリストの辻沙絵（オズールジャパン）がこの日、自身のSNSで現役引退を発表した[80]。
- 4日 - 【プロボクシング】 元WBO世界4階級王者の田中恒成（畑中ジム）がこの日、名古屋市内で会見を開き、現役引退を発表した[81]。
- 8日 - 【ゴルフ】 ジャパンゴルフツアーのBMW日本ツアー選手権 森ビルカップ（茨城県笠間市・宍戸ヒルズCC西コース）最終日で、蟬川泰果（アース製薬）が通算10アンダーで並んだ堀川未来夢（Wave Energy）とのプレーオフを制し、史上最年少となる日本3冠（日本オープン（2022年、アマチュア時代）・日本シリーズ（2023年）・日本ツアー選手権（本年））を達成[82]。
- 20日 - 【スケート・フィギュア】 世界選手権女子シングルで2022年から2024年まで3連覇を達成し、2022年北京五輪同種目銅メダリストの坂本花織（シスメックス）がこの日、来シーズン限りで現役を引退することを明かした[83]。
- 23日 - 【柔道・プロレス】 6月に柔道を引退したばかりのウルフ・アロンがこの日、新日本プロレス入団を発表[84]。オリンピック柔道競技日本人金メダリストのプロレス転向は史上初。デビュー戦は2026年1月4日の東京ドーム大会を予定している。
- 25日 - 【陸上競技】 日本陸連はこの日、役員改選を決議する理事会を開催し、第9代会長に女子マラソンに於いてオリンピック2大会連続でメダルを獲得[注 17]した副会長の有森裕子を選任。日本陸連の歴史においてオリンピックメダリスト[注 18]及び元女子選手が会長に就任したのは史上初となった[85][86]。
- 26日 - 【五輪・組織】 日本オリンピック委員会（以下、JOCと表記）はこの日、東京都内にて評議員会及び理事会を開催し、任期満了に伴う役員及び新任理事の新規選任を実施。理事会では第5代会長の山下泰裕の後任となる第6代会長の選任がJOC創設以来初となる選挙[注 19]の形で実施され、JOC会長代行（副会長、日本バスケットボール協会会長）の三屋裕子、前日本サッカー協会（JFA）会長の田嶋幸三、元日本スケート連盟会長の橋本聖子の3名が会長選挙に立候補し、投票の結果、橋本が理事の過半数の票を得たとして第6代会長に選任され、即日就任した[87][88]。
- 27日 - 【スケート・フィギュア】 2022年北京五輪団体銀メダリストの樋口新葉（ノエビア）がこの日、来シーズン限りでの現役引退を表明した[89]。
- 28日 - 【水泳】 競泳でオリンピック3大会連続出場の池江璃花子（横浜ゴム）がこの日、世界選手権へ向けた読売新聞のインタビューで、2028年ロス五輪を目処に現役を退くことを明かした[90]。池江は2019年に白血病を発症しており、2020年に復帰後も病に苦しめられていることも明かしている。

### 7月
- 5日 - 【陸上競技】 『第109回日本陸上競技選手権大会』（東京都新宿区・国立競技場）の女子800m決勝において、久保凛（東大阪大学敬愛高等学校）が1分59秒52で1着に入線。この結果、自身が前年に樹立した1分59秒93[注 20]を更新する日本新記録を樹立した[92]。
- 11日 - 【陸上競技】 『ダイヤモンドリーグ・ヘラクレス』（ モナコ）の男子3000m障害において、三浦龍司（SUBARU）が8分3秒43で2着に入線。この結果、自身が2023年に樹立した8分9秒91を更新する日本新記録を樹立した[93]。
- 13日 - 【ゴルフ】 JLPGAツアー『ミネベアミツミレディス 北海道新聞カップ』（北海道札幌市南区・真駒内CC空沼コース）最終日で、首位からスタートした内田ことこ（加賀電子）が通算16アンダーでツアー初優勝、ツアー初優勝が4日間大会の完全優勝となるのは2010年日本女子オープンの宮里美香以来、日本人選手史上3人目の快挙となった[94]。
- 16日 - 20日 - 【ゴルフ】 JLPGAツアー『明治安田レディス』（宮城県富谷市・仙台クラシックGC）で、仲村果乃（フリー）が初日に12番ホールでホールインワン、2日目に16番でイーグル、最終日に9番でイーグルを記録し、ツアー史上5人目となる3日連続イーグルを達成[95]。なお、同大会は16日のプロアマ戦の最中に熊が闖入したことが確認されたため、プロアマ戦を打ち切り[96]、17日の当初の初日を中止[97]、18日からの短縮開催および無観客試合として行われた[98]。
- 19日 - 【水泳】 世界選手権（ シンガポール）のオープンウォータースイミング女子3kmノックアウトスプリントで、梶本一花（枚方SS）が日本勢同競技初の金メダルを獲得[99]。なお、梶本は前日の女子5kmで銅メダルを獲得している[100]。
- 28日・30日 - 【フェンシング】 「2025年世界フェンシング選手権大会」（ ジョージア・トビリシ）の男子エペ個人決勝に於いて、日本の加納虹輝（JAL）がゲルゲイ・シクローシ（ ハンガリー）を下し、同種目男女通じて初優勝[101]。また、同団体で日本は決勝戦でハンガリーに勝利し初の金メダルを獲得。加納はエペ個人・団体の2冠を達成した[102]。

### 8月
- 3日
  - 【陸上競技】 日本グランプリシリーズ山梨大会として開催された『富士北麓ワールドトライアル2025』（山梨県富士吉田市・富士山の銘水スタジアム）女子200m決勝に於いて、井戸アビゲイル風果（東邦銀行）が22秒79で1位で入線し、福島千里（北海道ハイテクAC[注 21]）が2016年の『第100回日本選手権』同種目決勝でマークした22秒88を9年ぶりに更新する日本新記録を樹立した[103]。
  - 【ゴルフ】 USLPGAツアーのメジャー大会最終戦の『第49回AIG女子オープン』（ ウェールズ・ロイヤルポースコールGC）最終日（現地時間）が開催され、首位からスタートした山下美夢有（花王）が通算11アンダーを記録し、USLPGAツアー初優勝をメジャー大会で飾り、2019年の渋野日向子（RSK山陽放送[注 22]）以来2人目となる同大会日本人選手の優勝と共に、本年のシェブロン選手権の西郷真央（島津製作所）に次いで今季2人目（史上6人目）となる日本人選手のUSLPGAメジャー大会における優勝となった[104]。
- 9日 - 【陸上競技】 この日開催された「第65回実業団・学生対抗陸上競技大会〈オールスターナイト陸上〉」（神奈川県平塚市・レモンガススタジアム平塚）の女子三段跳において、髙島真織子（九電工）が追い風参考記録ではあるものの、3回目の跳躍で日本記録の14m16を上回る14m25を記録[105]。
- 16日 - 【陸上競技】 この日開催された「日本グランプリシリーズ・福井大会『Athlete Night Games in FUKUI 2025』」（福井県福井市・福井県営陸上競技場）男子110mハードルに於いて、村竹ラシッド（日本航空）が日本男子として史上初の13秒台切りとなる12秒92（風：+0.6）の日本新記録を樹立した[注 23][106]。
- 17日 - 【ゴルフ】 USLPGAツアーの「ポートランド・クラシック（英語版）」（ アメリカ合衆国・オレゴン州・コロンビア・エッジウォーター・カントリー・クラブ（英語版））最終日の競技がこの日開催され、今季よりUSLPGAツアーに参戦している岩井明愛（Honda）が単独首位からスタートして6バーディー・ノーボギーの66をマークし、通算24アンダーでUSLPGAツアー初勝利を挙げた。この結果、本年5月にメキシコで開催された「リビエラ・マヤオープン（英語版）」で優勝した実妹の岩井千怜と共にLPGAツアーに於ける4組目[注 24]にして、かつ史上初となる双子姉妹のUSLPGAツアー優勝を達成した[107]。

## 予定
日本国外の大会は現地時間表記。

### 開催中
- 7月23日 - 8月20日：【総合】令和7年度全国高等学校総合体育大会（広島県他）

### 8月
- 19日・20日・24日 - 9月7日：【テニス】全米オープン（ アメリカ合衆国・USTAビリー・ジーン・キング・ナショナル・テニス・センター）
- 21日 - 24日：【ゴルフ（PGAツアー最終戦）】ツアーチャンピオンシップ（ アメリカ合衆国・ジョージア州・イーストレイクGC）
- 22日 - 9月27日：【ラグビーユニオン】女子ラグビーワールドカップ2025（ イングランド）
- 22日 - 9月7日：【バレーボール】女子世界選手権（ タイ）
- 23日 - 9月14日：【自転車】第80回ブエルタ・ア・エスパーニャ（ イタリア・トリノ第1ステージスタート→ スペイン・マドリード最終フィニッシュ）[108]
- 25日 - 31日：【バドミントン】世界選手権（ フランス・パリ）
- 31日：【陸上競技・マラソン - アボットWMM】シドニーマラソン（ オーストラリア・シドニー）

### 9月
- 11日 - 14日：【ゴルフ・日本女子】第58回日本女子プロゴルフ選手権大会（茨城県・大洗GC）[109]
- 12日 - 28日：【バレーボール】男子世界選手権（ フィリピン）
- 13日 - 21日：【陸上競技】世界陸上競技選手権大会（ 日本・東京都・国立競技場他）
- 18日 - 21日：【ゴルフ・日本男子シニア】第35回日本シニアオープンゴルフ選手権競技（神奈川県・相模原GC）[110]
- 21日 - 27日：【パラ水泳】世界選手権（ シンガポール）
- 21日：【陸上競技・マラソン - アボットWMM】ベルリンマラソン（ ドイツ・ベルリン）
- 25日 - 28日：【ゴルフ・日本男子シニア】第64回日本プロゴルフシニア選手権大会（茨城県・イーグルポイントGC）[110]
- 26日 - 28日：【ゴルフ】ライダーカップ（ アメリカ合衆国・ニューヨーク州・ベスページブラックコース）
- 28日：【自動二輪車競技・MotoGP】日本グランプリ決勝（栃木県・モビリティリゾートもてぎ）
- 28日 - 10月8日：【総合】第79回国民スポーツ大会（滋賀県）
- 30日 - 11月2日：【クリケット】女子クリケット・ワールドカップ（ インド他）

### 10月
- 2日 - 5日：【ゴルフ・日本女子】第58回日本女子オープンゴルフ選手権競技（兵庫県・チェリーヒルズGC）[109]
- 5日：【ラグビーリーグ】テルストラNRLグランドファイナル（ オーストラリア・アコー・スタジアム）
- 9日 - 12日：【ゴルフ・米国男子】ベイカレントクラシック（神奈川県・横浜CC）[111]
- 11日：【ラグビーリーグ】ベットフレッドスーパーリーググランドファイナル（ イングランド・オールド・トラッフォード）
- 12日：【陸上競技・マラソン - アボットWMM】シカゴマラソン（ アメリカ合衆国・イリノイ州・グラント・パーク発着）
- 13日：【陸上競技・駅伝】第37回出雲全日本大学選抜駅伝競走（島根県・出雲大社正面鳥居前スタート→出雲ドーム前フィニッシュ）
- 16日 - 19日：【ゴルフ・日本男子】第90回日本オープンゴルフ選手権競技（栃木県・日光CC）[112]
- 18日 - 26日：【体操競技】世界選手権（ インドネシア・ジャカルタ・インドネシア・アリーナ）
- 26日：【陸上競技・駅伝】第43回全日本大学女子駅伝対校選手権大会（宮城県・弘進ゴムアスリートパーク仙台発着）

### 11月
- 2日
  - 【陸上競技・マラソン - アボットWMM】ニューヨークシティマラソン（ アメリカ合衆国・ニューヨーク州・ヴェラザノ＝ナローズ・ブリッジスタート→セントラル・パークフィニッシュ）
  - 【陸上競技・駅伝】第57回全日本大学駅伝対校選手権大会（愛知県・熱田神宮西門前スタート→三重県・伊勢神宮内宮宇治橋前フィニッシュ）
- 3日：【剣道】全日本剣道選手権大会・全日本女子剣道選手権大会（日本武道館）
- 6日 - 9日：【自動車競技・WRC】ラリージャパン（愛知県・豊田スタジアム他）
- 15日 - 26日：【総合】2025年東京デフリンピック（ 日本・東京）
- 23日：【陸上競技・駅伝】第45回全日本実業団対抗女子駅伝競走大会（宮城県・松島町文化観光交流館前スタート→弘進ゴムアスリートパーク仙台フィニッシュ）
- 27日 - 12月14日：【ハンドボール】世界女子選手権（ ドイツ・ オランダ）
- 26日 - 29日：【自動車競技・WRC】ラリー・サウジアラビア（ サウジアラビア・ジッダ他）
- 27日 - 30日：【ゴルフ・日本女子】第47回JLPGAツアーチャンピオンシップ（宮崎CC）[109]

### 12月
- 4日 - 7日：【ゴルフ・日本男子】第62回ゴルフ日本シリーズ（東京よみうりCC）[112]
- 7日：【陸上競技・マラソン】福岡国際マラソン2025（福岡県・平和台陸上競技場発着）
- 10日 - 14日：【卓球】WTTファイナルズ（香港コロシアム）
- 11日 - 14日：【フィギュアスケート】ISUグランプリファイナル・ジュニアグランプリファイナル（愛知県・IGアリーナ）[113]
- 11日 - 14日・21日 - 22日：【バレーボール】令和7年度天皇杯・皇后杯JVA全日本バレーボール選手権大会ファイナルラウンド（東京体育館・京王アリーナTOKYO）
- 18日 - 22日：【フィギュアスケート】第94回全日本選手権・メダリスト・オン・アイス（代々木第一体育館）
- 21日：【陸上競技・駅伝】第76回（男子）・第37回（女子）全国高等学校駅伝競走大会（たけびしスタジアム京都発着）
- 22日 - 29日：【バスケットボール】第78回全国高校選手権大会（東京体育館他）
- 24日 - 30日：【バドミントン】第79回全日本総合バドミントン選手権大会（京王アリーナTOKYO）
- 27日 - 2026年1月7日：【ラグビーユニオン】第105回全国高等学校ラグビーフットボール大会（東大阪市花園ラグビー場）[114]
- 30日：【陸上競技・駅伝】第20回全日本大学女子選抜駅伝競走大会（静岡県・富士山本宮浅間大社前スタート→富士総合運動公園陸上競技場フィニッシュ）

## アメリカンフットボール

### 米国の大会
- カレッジフットボール・プレーオフ・ナショナルチャンピオンシップ（1月20日、ジョージア州アトランタ・メルセデス・ベンツ・スタジアム）
  - オハイオ州立大学（10年ぶり6度目）34-23 ノートルダム大学[115]
- 第59回スーパーボウル（2月9日、ルイジアナ州ニューオーリンズ・シーザーズ・スーパードーム）
  - フィラデルフィア・イーグルス（NFC東地区、7年ぶり2度目）40-22カンザスシティ・チーフス（AFC西地区）[116]

### 日本の大会
- 第78回ライスボウル（1月3日、東京都文京区・東京ドーム）
  - パナソニック インパルス（9年ぶり5度目） 34-27 富士通フロンティアーズ[117]

## ボクシング

### 日本のジム所属選手の世界戦
| 開催日  | 会場                                                                          | タイトル種別                                                            | 統括団体        | 対戦者                                                   | 結果                | 対戦者                                                               |
| ------- | ----------------------------------------------------------------------------- | ----------------------------------------------------------------------- | --------------- | -------------------------------------------------------- | ------------------- | -------------------------------------------------------------------- |
| 1月17日 | アメリカ合衆国・カリフォルニア州コマース コマースカジノ・イベントセンター     | WBO女子世界スーパーフライ級 タイトルマッチ                              | WBO             | 晝田瑞希 （王者/三迫）                                   | ☆8回負傷判定3-0★    | マリベル・ラミレス （ メキシコ）                                     |
| 1月21日 | 東京都文京区 後楽園ホール                                                     | WBA女子世界ミニマム級 王座決定戦                                        | WBA             | 黒木優子 （1位/真正）                                    | ☆判定3-0★           | ソ・リョギョン （ 韓国）                                             |
| 1月24日 | 東京都江東区 有明アリーナ                                                     | WBAスーパー・WBC・IBF・WBOスーパー世界スーパーバンタム級 タイトルマッチ | WBA/WBC/IBF/WBO | 井上尚弥 （WBAスーパー・WBC・IBF・WBOスーパー王者/大橋） | ☆4回2分25秒KO★      | キム・イェジョン （WBO11位/ 韓国）                                   |
| 1月24日 | 東京都江東区 有明アリーナ                                                     | WBO世界バンタム級 タイトルマッチ                                        | WBO             | 武居由樹 （王者/大橋）                                   | 試合中止            | ユッタポン・トンディー （10位/ タイ）                                |
| 2月24日 | 東京都江東区 有明アリーナ                                                     | WBA世界バンタム級 タイトルマッチ                                        | WBA             | 堤聖也 （王者/角海老宝石）                               | ☆判定0-0（ドロー）★ | 比嘉大吾 （4位/志成）                                                |
| 2月24日 | 東京都江東区 有明アリーナ                                                     | WBC世界バンタム級 タイトルマッチ                                        | WBC             | 中谷潤人 （王者/M.T）                                    | ☆3回3分4秒KO★       | ダビド・クエジャル （6位/ メキシコ）                                 |
| 3月8日  | アルゼンチン・サンタフェ州サンタフェ                                          | IBF・WBO女子世界ライトフライ級 タイトルマッチ                           | IBF/WBO         | 天海ツナミ （IBF3位・WBO3位/山木）                       | ★判定0-3☆           | エブリン・ナザレナ・ベルムデス （王者/ アルゼンチン）                |
| 3月13日 | 東京都墨田区 両国国技館                                                       | WBA・WBC世界フライ級 王座統一戦                                         | WBA/WBC         | 寺地拳四朗 （WBC王者/B.M.B）                             | ☆12回1分31秒TKO★    | ユーリ阿久井政悟 （WBA王者/倉敷守安）                                |
| 3月13日 | 東京都墨田区 両国国技館                                                       | WBO世界フライ級 タイトルマッチ                                          | WBO             | 京口紘人 （14位/ワタナベ）                               | ★判定0-3☆           | アンソニー・オラスクアガ （王者/ アメリカ合衆国・帝拳）              |
| 3月13日 | 東京都墨田区 両国国技館                                                       | WBO世界ライトフライ級 タイトルマッチ                                    | WBO             | 岩田翔吉 （王者/帝拳）                                   | ★判定0-3☆           | レネ・サンティアゴ （2位/ プエルトリコ）                             |
| 3月29日 | 愛知県常滑市 愛知県国際展示場                                                 | IBF世界フライ級 タイトルマッチ                                          | IBF             | 矢吹正道 （IBF世界ライトフライ級王者/LUSH緑）            | ☆12回1分54秒TKO★    | アンヘル・アヤラ （王者/ メキシコ）                                  |
| 3月30日 | 愛知県常滑市 愛知県国際展示場                                                 | WBC世界ミニマム級 タイトルマッチ                                        | WBC             | 重岡優大 （1位/ワタナベ）                                | ★判定0-3☆           | メルビン・ジェルサレム （王者/ フィリピン）                          |
| 4月5日  | ドイツ・ブランデンブルク州ポツダム MBSアリーナ                                | WBA・WBO・WBC・IBF女子世界アトム級 王座統一戦                           | WBA/WBO/WBC/IBF | 山中菫 （IBF王者/真正）                                  | ★判定0-2☆           | ティナ・ルプレヒト （WBC・WBO王者・WBAライトミニマム級王者/ ドイツ） |
| 5月4日  | アメリカ合衆国・ネバダ州ラスベガス T-モバイル・アリーナ                       | WBAスーパー・WBC・IBF・WBOスーパー世界スーパーバンタム級 タイトルマッチ | WBA/WBC/IBF/WBO | 井上尚弥 （WBAスーパー・WBC・IBF・WBOスーパー王者/大橋） | ☆8回45秒TKO★        | ラモン・カルデナス （WBA2位・IBF7位・WBO10位/ アメリカ合衆国）       |
| 5月11日 | 東京都大田区 大田区総合体育館                                                 | WBA世界スーパーフライ級 タイトルマッチ                                  | WBA             | 井岡一翔 （6位/志成）                                    | ★判定0-3☆           | フェルナンド・マルティネス （王者/ アルゼンチン）                    |
| 5月17日 | アメリカ合衆国・カリフォルニア州コマース コマースカジノ・イベントセンター     | WBO女子世界スーパーフライ級 タイトルマッチ                              | WBO             | 晝田瑞希 （王者/三迫）                                   | ☆判定3-0★           | カーラ・アイレン・メリノ （1位/ アルゼンチン）                       |
| 5月24日 | 大阪府大阪市住之江区 インテックス大阪                                         | IBF世界フェザー級 タイトルマッチ                                        | IBF             | 亀田和毅 （1位/TMK）                                     | ★判定0-2☆           | アンジェロ・レオ （王者/ アメリカ合衆国）                            |
| 5月24日 | 大阪府大阪市住之江区 インテックス大阪                                         | IBF世界ミニマム級 タイトルマッチ                                        | IBF             | 重岡銀次朗 （4位/ワタナベ）                              | ★判定1-2☆           | ペドロ・タドゥラン （王者/ フィリピン）                              |
| 5月28日 | 神奈川県横浜市中区 横浜BUNTAI                                                 | WBO世界バンタム級 タイトルマッチ                                        | WBO             | 武居由樹 （王者/大橋）                                   | ☆1回2分7秒TKO★      | ユッタポン・トンディー （8位/ タイ）                                 |
| 5月28日 | 神奈川県横浜市中区 横浜BUNTAI                                                 | IBF世界スーパーフェザー級 王座決定戦                                    | IBF             | 力石政法 （3位/大橋）                                    | ★判定0-3☆           | エドアルド・ヌニェス （1位/ メキシコ）                               |
| 6月8日  | 東京都江東区 有明コロシアム                                                   | WBC・IBF世界バンタム級 王座統一戦                                       | WBC/IBF         | 中谷潤人 （WBC王者/M.T）                                 | ☆6回終了TKO★        | 西田凌佑 （IBF王者/六島）                                            |
| 6月14日 | メキシコ・ソノラ州エルモシージョ                                              | WBC世界アトム級 暫定王座決定戦                                          | WBC             | 岩川美花 （4位/姫路木下）                                | ★判定0-3☆           | カミラ・サモラノ （8位/ メキシコ）                                   |
| 6月19日 | 東京都大田区 大田区総合体育館                                                 | WBO世界ウェルター級 タイトルマッチ                                      | WBO             | 佐々木尽 （2位/八王子中屋）                              | ★5回46秒KO☆         | ブライアン・ノーマンJr. （王者/ アメリカ合衆国）                     |
| 6月26日 | 東京都文京区 後楽園ホール                                                     | WBA女子世界ミニマム級 タイトルマッチ                                    | WBA             | 黒木優子 （王者/真正）                                   | ☆判定3-0★           | 鈴木なな子 （3位/横浜光）                                            |
| 7月30日 | 神奈川県横浜市中区 横浜BUNTAI                                                 | WBA・WBC世界フライ級 タイトルマッチ                                     | WBA/WBC         | 寺地拳四朗 （王者/B.M.B）                                | ★判定1-2☆           | リカルド・ラファエル・サンドバル （WBA3位・WBC4位/ アメリカ合衆国）  |
| 7月30日 | 神奈川県横浜市中区 横浜BUNTAI                                                 | WBA世界バンタム級 タイトルマッチ                                        | WBA             | 比嘉大吾 （3位/志成）                                    | ★判定0-0（ドロー）☆ | アントニオ・バルガス （王者/ アメリカ合衆国）                        |
| 7月30日 | 神奈川県横浜市中区 横浜BUNTAI                                                 | WBA世界ライトフライ級 タイトルマッチ                                    | WBA             | 高見享介 （1位/帝拳）                                    | ☆10回2分48秒TKO★    | エリック・ロサ （王者/ ドミニカ共和国）                              |
| 8月15日 | アメリカ合衆国・カリフォルニア州サンタ・イネス チュマッシュ・カジノ・リゾート | WBO女子世界スーパーフライ級 タイトルマッチ                              | WBO             | 晝田瑞希 （王者/三迫）                                   | ☆判定3-0★           | ナオミ・カルデナス （8位/ メキシコ）                                 |
| 9月14日 | 愛知県名古屋市北区 IGアリーナ                                                 | WBAスーパー・WBC・IBF・WBOスーパー世界スーパーバンタム級 タイトルマッチ | WBA/WBC/IBF/WBO | 井上尚弥 （WBAスーパー・WBC・IBF・WBOスーパー王者/大橋） |                     | ムロジョン・アフマダリエフ （WBA暫定王者/ ウズベキスタン）           |
| 9月14日 | 愛知県名古屋市北区 IGアリーナ                                                 | WBO世界バンタム級 タイトルマッチ                                        | WBO             | 武居由樹 （王者/大橋）                                   |                     | クリスチャン・メディナ・ヒメネス （1位/ メキシコ）                   |
| 9月14日 | 愛知県名古屋市北区 IGアリーナ                                                 | WBA世界ミニマム級 王座決定戦                                            | WBA             | 高田勇仁 （1位/ライオンズ）                              |                     | 松本流星 （2位/帝拳）                                                |

## モータースポーツ（自動車）
- 第93回ル・マン24時間レース決勝（6月14日・15日、 フランス・ル・マン市・サルト・サーキット/1周13.626 km）[143]
  - 総合優勝・HYPER CARクラス優勝：フェラーリ・499P 83号車 387周
  - LMP2クラス優勝：オレカ07・ギブソン 43号車 367周
  - LMP2 ProAmクラス優勝：オレカ07・ギブソン 199号車 366周
  - LMGT3クラス優勝：ポルシェ911 GT3 92号車 341周
- FIA F1世界選手権シリーズ
  - 日本グランプリ（4月4日 - 6日、三重県鈴鹿市・鈴鹿サーキット/決勝1周5.807 km×53周）
    - 優勝：マックス・フェルスタッペン（ オランダ、オラクル・レッドブル） 1時間22分06秒983（4年連続4度目）[144][145]

  - モナコグランプリ（5月23日 - 25日、 モナコ・モンテカルロ市街地コース/1周3.337 km×78周）
    - 優勝：ランド・ノリス（ イギリス、マクラーレン・フォーミュラ1チーム） 1時間40分33秒843[146]

## 体操
- 第79回全日本体操競技個人総合選手権大会（4月17日 - 20日、群馬県高崎市・高崎アリーナ）
  - 男子個人総合優勝：橋本大輝（日本生命/セントラルスポーツ）169.695点【予選との合計】（5年連続5回目）[147]
  - 女子個人総合優勝：岸里奈（戸田市スポーツセンター/クラーク記念国際高等学校）108.431点【予選との合計】（初優勝）[148]
- 第64回NHK杯体操選手権（5月16日 - 18日、東京都渋谷区・東京体育館）
  - 男子優勝：岡慎之助（徳洲会体操クラブ）252.109点【全日本との合計】（2年連続2回目）[71]
  - 女子優勝：杉原愛子（TRyAS） 162.163点【全日本との合計】（10年ぶり2回目）[70]

## ゴルフ
※公式戦のみ記載。

### 全米プロゴルフ協会（PGA）
- 第89回マスターズ・トーナメント（4月10日 - 13日、ジョージア州オーガスタ・オーガスタ・ナショナルGC/7555Yards, Par72）
  - 優勝：ローリー・マキロイ（ 北アイルランド） -11（277）※ジャスティン・ローズ（ イングランド）とのプレーオフを制して大会初優勝（メジャー5勝目、キャリアグランドスラム達成）[55]
    - 日本勢で唯一出場した松山英樹（LEXUS）は-2（286）で21位タイ[55]
- 第107回全米プロゴルフ選手権（5月15日 - 18日、ノースカロライナ州シャーロット・クエイル・ホローC/7626Yards, Par71）
  - 優勝：スコッティ・シェフラー（ アメリカ合衆国） -11（273）※大会初優勝（メジャー3勝目）[149]
    - 日本勢で唯一予選を通過した久常涼（SBSホールディングス）は+1（285）で37位タイ[149]
- 第125回全米オープン（6月12日 - 15日、ペンシルベニア州オークモント・オークモントCC/7372Yards, Par70）
  - 優勝：J.J.スポーン（ アメリカ合衆国） -1（279）※メジャー大会初制覇[150]
    - 日本勢で唯一予選を通過した松山英樹は+12（292）で42位タイ[150]
- 第153回全英オープン（7月17日 - 20日、 北アイルランド・ロイヤルポートラッシュGC/7381Yards, Par71）
  - 優勝：スコッティ・シェフラー（ アメリカ合衆国） -17（267）※大会初優勝（メジャー4勝目）[151]
    - 日本勢最高は松山英樹の-7（277）で16位タイ[151]

### 全米女子プロゴルフ協会（USLPGA）
- シェブロン選手権（4月24日 - 27日、テキサス州ウッドランズ・ザ・クラブatカールストン・ウッズ/6911Yards, Par72）
  - 優勝：西郷真央（ 日本・島津製作所） -7（281）※金孝周（キム・ヒョージュ、 韓国）、殷若寧（イン・ルオニン、 中国）、アリヤ・ジュタヌガーン（ タイ）、リンディ・ダンカン（英語版）（ アメリカ合衆国）とのプレーオフを制してツアー初優勝がメジャー大会の快挙を果たす[63][64]
- 第80回全米女子オープン（5月29日 - 6月1日、ウィスコンシン州エリン・エリンヒルズGC/6829Yards, Par72）
  - 優勝：マジャ・スターク（英語版）[注 25]（ スウェーデン） -7（281）※メジャー初制覇[153]
    - 日本勢最高は竹田麗央（ヤマエグループホールディングス）の-5（283）で2位タイ[152][153]
- KPMG女子PGA選手権（6月19日 - 22日、テキサス州フリスコ・フィールズランチ イースト/6604Yards, Par72）
  - 優勝：ミンジー・リー（英語版）（ オーストラリア） -4（284）※大会初優勝（メジャー3勝目）[154]
    - 日本勢最高は岩井千怜（Honda）の+1（289）で4位タイ[154]
- 第31回アムンディ・エビアン選手権（7月10日 - 13日、 フランス・エヴィアン・エビアンリゾートGC/6504Yards, Par71）
  - 優勝：グレース・キム（英語版）（ オーストラリア） -14（270）※ジーノ・ティティクル（英語版）（ タイ）とのプレーオフを制してメジャー初制覇[155]
    - 日本勢最高は竹田麗央の-9（275）で11位タイ[155]
- 第49回AIG女子オープン（7月31日 - 8月3日、 ウェールズ・ロイヤルポースコールGC/6748Yards, Par72）
  - 優勝：山下美夢有（ 日本・花王） -11（277）※ツアー初優勝がメジャー大会の快挙を果たす[104][156]

### 日本ゴルフツアー機構（JGTO）
- 第92回日本プロゴルフ選手権大会（5月22日 - 25日、岐阜県揖斐郡揖斐川町・三甲GC谷汲コース/7337Yards, Par72）
  - 優勝：清水大成（ 日本・ロピア） -14（274）※生源寺龍憲（ 日本・フリー）との4ホールに及ぶプレーオフを制してツアー初優勝がメジャー大会の快挙を果たす[157]
- 第25回日本ゴルフツアー選手権（6月5日 - 8日、茨城県笠間市・宍戸ヒルズCC西コース/予選7397Yards, Par70/決勝7430Yards, Par71）
  - 優勝：蟬川泰果（ 日本・アース製薬） -10（272）※堀川未来夢（ 日本・Wave Energy）とのプレーオフを制して今大会初優勝（日本男子メジャー3勝目）[82][158]

### 日本女子プロゴルフ協会（JLPGA）
- 第52回ワールドレディスチャンピオンシップ（5月8日 - 11日、茨城県つくばみらい市・茨城GC東コース/6675Yards, Par72）
  - 優勝：申智愛（シン・ジエ、 韓国・スリーボンド） -7（281）※藤田さいき（ 日本・JBS）とのプレーオフを制して本大会7年ぶり2勝目（日本女子メジャー5勝目）を大会史上最年長優勝記録で飾る[159]

## ボートレース
SG・プレミアムGI【PGI】・レディースオールスター・レディースチャレンジカップ競走・賞金女王シリーズ戦の優勝者についてのみまとめるものとする。
| グレード | 競走名                                                                 | 開催競艇場 | 期間             | 優勝者                    |
| -------- | ---------------------------------------------------------------------- | ---------- | ---------------- | ------------------------- |
| PGI      | 第6回ボートレースバトルチャンピオントーナメント競走（BBCトーナメント） | 常滑       | 1月23日 - 26日   | 茅原悠紀（岡山）          |
| PGI      | 第1回スピードクイーンメモリアル競走                                    | 浜名湖     | 2月19日 - 24日   | 平高奈菜（香川）          |
| SG       | 第60回鳳凰賞競走（ボートレースクラシック）                             | 若松       | 3月25日 - 30日   | 佐藤隆太郎（東京）        |
| PGI      | 第26回名人戦競走（マスターズチャンピオン）                             | 桐生       | 4月22日 - 27日   | 森高一真（香川）          |
| GII      | 第10回レディースオールスター                                           | 常滑       | 5月13日 - 18日   | 浜田亜理沙（埼玉）        |
| SG       | 第52回笹川賞競走（ボートレースオールスター）                           | 丸亀       | 5月27日 - 6月1日 | 佐藤隆太郎（東京）        |
| SG       | 第35回グランドチャンピオン決定戦競走（グランドチャンピオン）           | 戸田       | 6月24日 - 29日   | 池田浩二（愛知）          |
| SG       | 第30回オーシャンカップ競走                                             | 徳山       | 7月22日 - 27日   | 西山貴浩（福岡）          |
| PG1      | 第39回女子王座決定戦競走（レディースチャンピオン）                     | 浜名湖     | 8月6日 - 11日    | 鎌倉涼（大阪）            |
| SG       | 第71回モーターボート記念競走（ボートレースメモリアル）                 | 若松       | 8月26日 - 31日   | （）                      |
| PG1      | 第12回ヤングダービー競走（ヤングダービー）                             | 宮島       | 9月23日 - 28日   | （）                      |
| SG       | 第72回全日本選手権競走（ボートレースダービー）                         | 津         | 10月21日 - 26日  | （）                      |
| GII      | 第12回レディースチャレンジカップ競走                                   | 福岡       | 11月25日 - 30日  | （）                      |
| SG       | 第28回チャレンジカップ競走                                             | 福岡       | 11月25日 - 30日  | （）                      |
| SG GP    | 第40回賞金王決定戦競走（ボートレースグランプリ）                       | 住之江     | 12月16日 - 21日  | シリーズ （） 決定戦 （） |
| GIII PGI | 第14回賞金女王決定戦競走（クイーンズクライマックス）                   | 大村       | 12月26日 - 31日  | シリーズ （） 決定戦 （） |

## カーリング

### 日本国内
- 第42回日本カーリング選手権大会（2月2日 - 9日、神奈川県横浜市中区・横浜BUNTAI）
  - 男子決勝:SC軽井沢クラブ 7-5ロコ・ソラーレ （2年ぶり11回目）[169]
  - 女子決勝:フォルティウス 8（延長11エンド）-7 北海道銀行（4年ぶり3回目）[170]

## 柔道

### 日本国内
- 令和7年 全日本柔道選手権大会（4月29日、東京都千代田区・日本武道館）
  - 優勝: 香川大吾（東京・ALSOK）（初優勝）[171]
- 第40回 皇后盃全日本女子柔道選手権大会（4月20日、神奈川県横浜市中区・横浜武道館）
  - 優勝: 田中伶奈（近畿・大阪府警）（初優勝）[172]

## 卓球
- 全日本卓球選手権大会（【シングルス】1月21日 - 26日、東京都渋谷区・東京体育館、【ダブルス】1月30日 - 2月2日、愛知県豊田市・スカイホール豊田）
  - 男子シングルス優勝：松島輝空（木下マイスター東京）（初優勝）[173]
  - 女子シングルス優勝：早田ひな（日本生命）（3年連続4回目）[174]
  - 男子ダブルス優勝：飯村悠太&木方圭介（明治大学）〈初優勝〉[175]
  - 女子ダブルス優勝：麻生麗名&笹尾明日香（日本生命）〈初優勝〉[176]
  - 混合ダブルス優勝：木造勇人（関西卓球アカデミー）&安藤みなみ（トップおとめピンポンズ名古屋）〈初優勝〉[177]

## ラグビー

### JAPAN RUGBY LEAGUE ONE2024-2025
- JAPAN RUGBY LEAGUE ONE 2024-2025 DIVISION1プレーオフ決勝（6月1日、東京都新宿区・国立競技場）
  - 東芝ブレイブルーパス東京 18-13 クボタスピアーズ船橋・東京ベイ（2年連続2回目（旧トップリーグ時代を含めた場合は2年連続7回目））[79]

### 日本の学生ラグビー
- 第104回全国高等学校ラグビーフットボール大会・決勝（1月7日、大阪府東大阪市・東大阪市花園ラグビー場）
  - 桐蔭学園高等学校（神奈川県代表、2大会連続5度目） 40-17 東海大学付属大阪仰星高等学校（大阪府第2代表）[14]
- 第61回全国大学ラグビーフットボール選手権大会・決勝（1月13日、東京都港区・秩父宮ラグビー場）
  - 帝京大学（4大会連続13度目） 33-15 早稲田大学[17]
- 第26回全国高等学校選抜ラグビーフットボール大会・決勝（3月31日、埼玉県熊谷市・熊谷ラグビー場）
  - 桐蔭学園高等学校（神奈川県、2大会ぶり5度目） 36-0 京都成章高等学校（京都府）[52]

## テニス

### グランドスラム
- 全豪オープン（1月12日 - 26日、 オーストラリア・メルボルン・メルボルン・パーク）
  - 男子シングルス優勝：ヤニック・シナー（ イタリア)（2年連続2回目）[178]
  - 女子シングルス優勝：マディソン・キーズ（ アメリカ合衆国)（初優勝）[179]
  - 男子ダブルス優勝：ハリ・ヘリオヴァーラ（英語版）（ フィンランド） & ヘンリー・パッテン（英語版）（ イギリス）(初優勝）[180]
  - 女子ダブルス優勝：カテリナ・シニャコバ（ チェコ） & テーラー・タウンゼント（英語版）（ アメリカ合衆国）（初優勝）[181]
  - 混合ダブルス優勝：オリビア・ガデツキ（英語版）（ オーストラリア）& ジョン・ピアース （ オーストラリア）（初優勝） [182]
- 全仏オープン（5月25日 - 6月8日、 フランス・パリ・スタッド・ローラン・ギャロス）
  - 男子シングルス優勝：カルロス・アルカラス（ スペイン)（2年連続2回目）[183]
  - 女子シングルス優勝：コリ・ガウフ（ アメリカ合衆国)（初優勝）[184]
  - 男子ダブルス優勝：マルセル・グラノリェルス（ スペイン) &オラシオ・セバジョス（ アルゼンチン）[185]
  - 女子ダブルス優勝：サラ・エラニ（ イタリア） &ジャスミン・パオリーニ（ イタリア）[186]
  - 混合ダブルス優勝：サラ・エラニ（ イタリア） &アンドレア・ ババソリ（英語版）（ イタリア）（初優勝）[187]
- ウィンブルドン選手権（6月30日 - 7月13日、 イギリス・ロンドン・オールイングランド・ローンテニス・クラブ）
  - 男子シングルス優勝：ヤニック・シナー（ イタリア)（初優勝） [188]
  - 女子シングルス優勝：イガ・シフィオンテク（ ポーランド）（初優勝）[189]
  - 男子ダブルス優勝：ジュリアン・キャッシュ（英語版）（ イギリス） & ロイド・グラスプール（英語版）（ イギリス）(初優勝）[190]
  - 女子ダブルス優勝：ベロニカ・クデルメトバ（英語版）&エリーズ・メルテンス（ ベルギー）（初優勝）
  - 混合ダブルス優勝：カテリナ・シニャコバ（ チェコ） & セム・ファーベーク（英語版）（ オランダ）（初優勝）[191]

## 陸上競技

### マラソン
※一部を除きJMCシリーズ→MGCシリーズ加盟大会のみ記載。

#### 男女同日開催
- 大阪マラソン2025（2月24日、大阪府大阪市中央区・大阪府庁前スタート→同区・大阪城公園フィニッシュ）
  - 男子優勝：イフニリグ・アダン（ エチオピア） 2時間05分37秒（大会新記録・大会初優勝）[192]
  - 日本勢最高：近藤亮太（三菱重工） 2時間05分39秒（2位、初マラソン日本最高記録更新）[192]
  - 女子優勝：ワガネシュ・メカシャ（ エチオピア） 2時間26分33秒（2年連続2度目の優勝）[192]
  - 日本勢最高：松田杏奈（三井住友海上） 2時間28分50秒（5位）[192]
- 東京マラソン2025（3月2日、東京都新宿区・東京都庁舎前スタート→千代田区・東京駅前行幸通りフィニッシュ）
  - 男子優勝：タデセ・タケレ（英語版）（ エチオピア） 2時間03分23秒（大会初優勝）[193]
  - 日本勢最高：市山翼（サンベルクス） 2時間06分00秒（10位）[193]
  - 女子優勝：ストゥメ・アセファ・ケベデ（英語版）（ エチオピア） 2時間16分31秒（大会連覇）[194]
  - 日本勢最高：安藤友香（しまむら） 2時間23分37秒（11位）[194]

#### 男子
- 第73回別府大分毎日マラソン（2月2日、大分県大分市・大分マリーンパレス水族館（うみたまご）前スタート→大分市営陸上競技場（ジェイリーススタジアム）フィニッシュ）
  - 優勝：ビンセント・キプチュンバ（ ケニア） 2時間06分01秒（大会初優勝・大会新記録）[195]
  - 日本勢最高：若林宏樹（青山学院大学） 2時間06分07秒（2位、初マラソン日本最高記録および日本学生記録更新）[196]
- 第63回延岡西日本マラソン（2月9日、宮崎県延岡市・延岡市役所前発着）
  - 優勝：湯浅仁（トヨタ自動車） 2時間09分43秒（大会初優勝）[197]
- 第27回長野マラソン（4月20日、長野県長野市・長野運動公園前スタート→長野オリンピックスタジアムフィニッシュ）
  - 優勝：永山博基（住友電工） 2時間12分57秒（大会初優勝）[198]

#### 女子
- 第44回大阪国際女子マラソン（1月26日・大阪府大阪市東住吉区・長居陸上競技場（ヤンマースタジアム長居）発着）
  - 優勝：ウォルケネシュ・エデサ（英語版）（ エチオピア） 2時間21分00秒（2年連続2度目）[199]
  - 日本勢最高：小林香菜（大塚製薬） 2時間21分19秒（2位）[200]
- 名古屋ウィメンズマラソン2025（3月9日、愛知県名古屋市東区・バンテリンドーム ナゴヤ前スタート→バンテリンドーム ナゴヤ内フィニッシュ）
  - 優勝：シェイラ・チェプキルイ（ ケニア） 2時間20分40秒（大会初優勝）[201]
  - 日本勢最高：佐藤早也伽（積水化学） 2時間20分59秒（2位）[202]

### 駅伝

#### 男女混合
- 第5回全国大学対校男女混合駅伝競走大会（2月16日、大阪府大阪市東住吉区・長居公園周回道路特設コース上スタート→長居陸上競技場（ヤンマースタジアム長居）フィニッシュ/6区間・20.0 km）
  - 優勝：日本体育大学 58分27秒（大会新記録・2年ぶり2度目）[203]

#### 男子
- 第69回全日本実業団対抗駅伝競走大会（1月1日、群馬県前橋市・群馬県庁前発着/7区間・100.0 km）
  - 優勝：旭化成（九州地区・宮崎県） 4時間47分32秒（5年ぶり26度目）[204]
- 第101回東京箱根間往復大学駅伝競走（1月2日・3日、東京都千代田区・読売新聞ビル前⇔神奈川県足柄下郡箱根町・芦ノ湖往復/往路5区間・107.5 km/復路5区間・109.6 km）
  - 総合優勝：青山学院大学 10時間41分20秒（総合新記録・2年連続8度目）[3]
  - 往路優勝：青山学院大学 5時間20分01秒（2年連続7度目）[205]
  - 復路優勝：駒澤大学 5時間20分52秒（復路新記録・2年ぶり11度目）[206]
- 第30回天皇盃全国都道府県対抗男子駅伝競走大会（1月19日、広島県広島市中区・広島平和記念公園発着/7区間・48.0 km）
  - 優勝：長野県 2時間16分55秒（大会新記録・4大会連続11度目）[207]
- 大阪・関西万博開催記念 ACN EXPO EKIDEN 2025（3月16日、大阪府吹田市・万博記念公園東の広場前スタート→大阪市此花区・大阪・関西万博会場前フィニッシュ/7区間・54.5 km）
  - 優勝：トヨタ自動車 2時間32分48秒[44]

#### 女子
- 第43回皇后盃全国都道府県対抗女子駅伝競走大会（1月12日、京都府京都市右京区・京都市西京極総合運動公園陸上競技場兼球技場（たけびしスタジアム京都）発着/9区間・42.195 km）
  - 優勝：京都府 2時間15分26秒（3年ぶり19度目）[208]

## 死去

### 1月
- 1日 - 長野ハル（東京都、ボクシング〈帝拳ジムのマネージャー、1948年の入社からジムの経営を支え、マイク・タイソンの日本での防衛戦などのビッグマッチを手掛ける〉、* 1925年）[209]
- 2日
  - ケレティ・アーグネシュ（ ハンガリー、体操競技〈1952年ヘルシンキ五輪、1956年メルボルン五輪で金メダル5個を含む10個のメダルを獲得。また2024年まで最長寿の五輪金メダリストであった〉、* 1921年）[210]
  - 吉沢勝（秀和）（長野県、野球〈元読売ジャイアンツ投手〉、* 1945年）[211]
- 3日 - ボブ・ヴィール（ アメリカ合衆国、野球〈ピッツバーグ・パイレーツ及びボストン・レッドソックス投手〉、* 1935年）[212]
- 4日 - 馬淵かの子（兵庫県、水泳（元高飛び込み選手。1956年メルボルン五輪から3大会連続日本代表。現役引退後は後進の指導に従事。教え子に寺内健、玉井陸斗ら。また1984年ロサンゼルス五輪代表の馬淵（現姓・湯浅）よしのは実娘）、* 1938年）[213][214]
- 6日 - ブライアン・マティス（ アメリカ合衆国、野球〈ボルチモア・オリオールズなど投手〉、* 1987年）[215]
- 9日 - ブラック・バート（リチャード・ハリス）（ アメリカ合衆国、プロレス〈ノースカロライナ州を中心に活動、全日本プロレス及び新日本プロレスに参戦経験あり〉、* 1948年）[216]
- 13日 - 松本幸祐（京都府、競馬（兵庫県競馬組合騎手。2002年10月のデビュー以来地方競馬通算261勝を記録）、* 1981年）[217]
- 14日 - 陳清波（日本名・清水泰行、 台湾、ゴルフ〈1951年に来日。1959年の日本オープン制覇など通算12勝。また台湾代表としてワールドカップには11回出場。「ダウンブロー」を日本に浸透させたことでも知られる。1978年に日本国籍を取得。2014年に日本プロゴルフ殿堂入り〉、* 1931年）[218][219]
- 17日 - デニス・ロー（ スコットランド、サッカー〈マンチェスター・シティ及びマンチェスター・ユナイテッドなどでプレー、スコットランド代表では55試合出場30得点の成績を残す〉、* 1940年）[220]
- 21日 - 鈴木惠一（樺太、スケート〈スピードスケート男子500m元世界記録保持者、日本スケート連盟副会長やプロ野球西武ライオンズの広報担当を務めた。1972年札幌五輪では選手宣誓を担当〉、* 1942年）[221]
- 30日 - ディック・バトン（ アメリカ合衆国、フィギュアスケート〈1948年サンモリッツ五輪・1952年オスロ五輪男子シングル金メダリスト〉、* 1929年）[222]

### 2月
- 2日 - 内藤久（山梨県、野球〈西鉄ライオンズ、東京ドラゴンズ、読売ジャイアンツ外野手〉、* 1948年）[223]
- 3日
  - 吉田義男（京都府、野球〈大阪タイガース内野手、阪神タイガース監督。1985年に球団を初の日本一に導く。フランス代表監督も務める。1992年に野球殿堂入り〉、1933年）[224]
  - ジョン・シューメイト（ アメリカ合衆国、バスケットボール（バッファロー・ブレーブス、デトロイト・ピストンズなどでプレー）、* 1952年）[225]
- 8日 - 袴田英利（静岡県、野球（元ロッテオリオンズ捕手、千葉ロッテマリーンズ・埼玉西武ライオンズ他コーチ。法政大学時代には江川卓と、ロッテ時代には村田兆治（2022年没）とバッテリーを組む。ロッテコーチ時代には里崎智也らを育てる）、* 1955年）[226]
- 10日 - 高橋寛（島根県、野球〈ヤクルトスワローズ捕手。現役引退後は一・二軍バッテリーコーチ、二軍育成コーチ、ブルペン捕手を歴任。ブルペン捕手として現監督の高津臣吾のシンカー取得に貢献〉、* 1951年）[227]
- 11日 - ゲオルギオス・ロウバニス（ ギリシャ、陸上競技〈1956年メルボルン五輪男子棒高跳銅メダリスト〉、* 1929年）[228]
- 15日 - グラン浜田（群馬県、プロレス〈元新日本プロレスなど所属、長くメキシコで活動し、ルチャ・リブレ[注 26]を日本に広めた人物〉、* 1950年）[229]
- 16日 - 大澤英雄（北海道、サッカー〈学校法人国士舘理事長。国士舘大学サッカー部コーチ・監督を歴任。指導者として選手の育成に携わる。2023年に日本サッカー殿堂入り〉、* 1936年）[230]
- 23日 - グレグ・ホーゲン（ アメリカ合衆国、プロボクシング〈元IBF世界ライト級・WBO世界スーパーライト級王者〉、* 1960年）[231]
- 24日 - ケビン・ブラスウェル（ アメリカ合衆国、バスケットボール〈選手としてニュージーランド・ブレイカーズなどでプレーし、指導者転向後はBリーグ・宇都宮ブレックスヘッドコーチを務めた〉、* 1979年）[232]
- 28日 - 西村修（東京都、プロレス〈元新日本プロレス、無我ワールド・プロレスリングなど所属、また東京都文京区議会議員を務め、政治活動も展開した〉、* 1971年）[233]

### 3月
- 1日 - 高塚清一（静岡県、競艇〈本年1月に77歳10か月のボートレース歴代最年長勝利を記録、現役のまま喜寿を迎えた唯一の選手〉、* 1947年）[234]
- 2日（死去公表日） - ブバイサ・サイティエフ（ ロシア、レスリング〈1996年アトランタ五輪・2004年アテネ五輪・2008年北京五輪フリースタイル74kg級金メダリスト〉、* 1975年）[235]
- 4日 - シクロン・ラミレス『セルソ・レジェス・ダーサ』（ メキシコ、プロレス〈暴走雨戦士の異名でルチャ・リブレ[注 26]で活躍、日本にもユニバーサル・プロレスリング、WARと2度来日参戦、* 1961年）[236]
- 5日
  - 尾崎正敏（岡山県、バスケットボール〈元日紡平野（ユニチカ）監督、1975年の女子世界選手権で日本女子代表を準優勝に導く。日本バスケットボール協会会長も歴任〉、* 1931年）[237]
  - フレッド・ストール（ オーストラリア、テニス（4大大会でシングルス・ダブルス合わせて17勝をあげる）、* 1938年）[238]
  - 吉無田春男（熊本県、競泳〈1960年ローマ五輪・1964年東京五輪日本代表〉、* 1939年）[239]
- 6日（訃報発表日） - クラウス・リヒツェンハイン（ 東ドイツ、陸上競技〈1956年メルボルン五輪男子1500m銀メダリスト〉、* 1934年）[240]
- 9日 - 中山彰規（愛知県、体操競技〈1968年メキシコ五輪及び1972年ミュンヘン五輪で合計6個の金メダルを獲得〉、* 1943年）[241]
- 11日 - 吉川綾子（大阪府、陸上競技〈1952年ヘルシンキ五輪女子100m・走幅跳日本代表〉、* 1933年）[242]
- 20日 - エディ・ジョーダン（ アイルランド、モータースポーツ（元ジョーダン・グランプリオーナー、ミハエル・シューマッハや佐藤琢磨らをF1にデビューさせた）、* 1948年）[243]
- 21日 - ジョージ・フォアマン（ アメリカ合衆国、ボクシング〈強打の元統一世界ヘビー級王者としてモハメド・アリ（2016年没）やジョー・フレージャー（2011年没）らと鎬を削る。また1968年メキシコ五輪同級でも金メダルを獲得〉、* 1949年）[244]
- 22日 - 吉岡八郎（京都府、競馬〈元日本中央競馬会騎手・調教師。騎手として通算240勝、調教師として通算393勝を記録。調教師時代には1984年エリザベス女王杯覇者のキョウワサンダーなどを管理〉、* 1940年）[245]
- 23日 - 寺沢徹（富山県、陸上競技（1963年に当時のマラソン世界記録を更新、同年から1966年まで別府大分毎日マラソンを4連覇。1964年東京五輪マラソン日本代表）、* 1935年）[246]
- 25日 - 篠田正浩（岐阜県、陸上競技〈早稲田大学の選手として1950年の第27回箱根駅伝に出場し、2区を走った経歴を持つ。後に映画監督として1972年札幌五輪の記録映画『札幌オリンピック』の総監督を担当した〉、* 1931年）[247]
- 26日 - 田名部匡省（青森県、アイスホッケー〈立教大学、岩倉組で選手としてプレーし、日本代表選手として1960年スコーバレー五輪、1964年インスブルック五輪と2度の五輪出場、1972年札幌五輪では日本代表監督として指揮を執る。また岩倉組並びに西武鉄道でも監督を務める。後に政治家として衆議院議員及び参議院議員となり、1991年から1993年には農林水産大臣も務めた〉、* 1934年）[248]

### 4月
- 1日 - レアンドロ・ドミンゲス・バルボーザ（ ブラジル、サッカー〈Jリーグ・名古屋グランパス、柏レイソルなどでプレー、レイソル時代に2011年のJ1優勝に貢献し、リーグMVPを獲得〉、* 1983年）[249][250]
- 3日 - 牧本英輔（熊本県、相撲〈時津風部屋に所属し、最高位は東前頭十三枚目（1972年【昭和47年】9月場所）、1982年に41歳で現役引退するまで現役在位136場所の当時の大相撲記録を樹立した〉、* 1941年）[251][252]
- 5日
  - ヘイッキ・ハス（ フィンランド、スキー〈ノルディック複合およびクロスカントリーで活躍し、1948年サンモリッツ五輪ではノルディック複合で、1952年オスロ五輪ではクロスカントリー競技4×10kmリレーでそれぞれ金メダルを獲得〉、* 1926年）[253]
  - 服部茂章（岡山県、モータースポーツ（日本人初のNASCARシリーズフル参戦、ハットリ レーシング エンタープライズオーナー）、* 1963年）[254]
- 8日 - ドミニカ共和国で発生したジェット・セットナイトクラブ天井崩落事故にて死亡した人物
  - オクタビオ・ドーテル（ ドミニカ共和国、野球〈ニューヨーク・メッツ、オークランド・アスレティックスなど投手、元野球ドミニカ共和国代表〉、* 1973年）[255]
  - トニ・ブランコ（ ドミニカ共和国、野球〈中日ドラゴンズ及び横浜DeNAベイスターズなど内野手、NPB時代には打点王などのタイトルを獲得〉、* 1980年）[256]
- 10日
  - 杉山進（長野県、スキー〈アルペンスキー選手として1956年コルチナ・ダンペッツオ五輪に出場、現役引退後は指導者に転身し、日本職業スキー教師協会会長を務めた。また、愛子内親王にスキーを指導したことでも知られる〉、* 1932年）[257]
  - レオ・ベーンハッカー（ オランダ、サッカー〈指導者として名を成し、オランダ代表やポーランド代表で監督を務めた〉、* 1942年）[258]
- 13日 - 杉田茂（大阪府、ボディビル〈ボディビルダーとして1976年のNABBAミスターユニバースで日本人唯一の優勝、筋力トレーナーとしても活動した〉、* 1947年）[259]
- 16日
  - 越智正典[注 27]（東京都、スポーツアナウンサー（元NHK・日本テレビアナウンサー。1959年の天覧試合などの実況を担当、日本テレビ退職後はスポーツジャーナリストとしても活動）、* 1928年）[260]
  - アーロン・ブペンザ（ ガボン、サッカー〈トルコのハタイスポルなどでプレーし、ガボン代表でもプレーした〉、* 1996年）[261][262]
- 18日 - 小山正明（兵庫県、野球〈大阪タイガース、大毎オリオンズ、大洋ホエールズ投手、代名詞となったパームボールを駆使して通算320勝を挙げ、指導者や解説者としても長く活動。2001年に野球殿堂入り〉、* 1934年）[263]
- 21日 - 新間寿（東京都、プロレス〈元新日本プロレスリング専務取締役、WWF会長。1976年に開催されたアントニオ猪木対モハメド・アリを企画したことで知られ、2019年には日本人フロント唯一のWWE殿堂入りも果たす〉、* 1935年）[264]
- 25日 - 岡村隆志（兵庫県、プロレス〈WAR等のインディ団体で活躍、闘龍門JAPAN、DRAGON GATEの社長を務める〉、* 1964年）[265]
- 29日 - 中村宏之（北海道、陸上競技〈現役時代は三段跳び選手として活動。高校教員を経て2006年に北海道ハイテクアスリートクラブを設立。同クラブ監督として福島千里、北風沙織、寺田明日香らを育成〉、* 1945年）[266][267]

### 5月
- 3日 - 勝野大（長野県、ラグビー・ボブスレー〈ラグビー選手としてトヨタ自動車でプレーし、ラグビー日本代表として1キャップ[注 28]を獲得、また母校でもある岡谷工業高校ラグビー部監督を務めた。またボブスレーとの二刀流でならし、ボブスレー日本代表選手としてワールドカップを始めとする国際大会出場経歴を持つ〉、* 1974年）[268]
- 4日 - ヨッヘン・マス（ 西ドイツ/ ドイツ、モータースポーツ〈レーシングドライバーとしてフォーミュラ1（F1）やル・マン24時間レース（1989年同レース総合優勝）で活躍し、コーチングドライバーとしてもミハエル・シューマッハらを育てた〉、* 1946年）[269][270]
- 5日 - ルイス・ガルバン（ アルゼンチン、サッカー〈元アルゼンチン代表DF。自国開催だった1978年W杯の優勝に貢献。続く1982年スペイン大会にも出場〉、* 1948年）[271]
- 7日 - フランク・ジョンソン（ アメリカ合衆国、野球〈サンフランシスコ・ジャイアンツ、ロッテオリオンズ内・外野手〉、* 1942年）[272]
- 8日 - 和田喜久夫（新潟県、レスリング〈1972年ミュンヘン五輪フリースタイル68kg級銀メダリスト〉、* 1951年）[273]
- 11日（死去公表日） - サブゥー（ アメリカ合衆国、プロレス〈多くのインディ団体で活躍し、「インディの帝王」と呼ばれる。日本でもFMW等のインディ団体をメインに活躍、新日本プロレスでもIWGPジュニアヘビー級王座を戴冠〉、* 1964年）[274]
- 13日 - 谷川禎治郎（大分県、水泳（1952年ヘルシンキ五輪男子4×200mフリーリレー銀メダリスト）、* 1932年）[275]
- 14日 - 小倉茂徳（東京都、モータースポーツ（元ホンダF1チーム広報担当、フジテレビやDAZNでのF1中継解説も務めた）、* 1962年）[276]

### 6月
- 3日 - 長嶋茂雄（千葉県、野球〈読売ジャイアンツ内野手、監督、終身名誉監督。選手時代には1959年の天覧試合でサヨナラホームランを放ち、V9時代の主力選手として活躍。監督時代には同球団を2度の日本一に導く。また日本代表監督としてチームを2004年アテネ五輪出場に導いた（本大会では病気のため指揮せず）。別名・ミスタージャイアンツ、ミスタープロ野球。2007年から2024年までゴルフ日本男子ツアー「セガサミーカップ」の大会名誉会長を務める。1988年に野球殿堂入り、2013年に国民栄誉賞受賞、2021年に文化勲章受章。元プロ野球選手・タレントの長嶋一茂とスポーツキャスターの長島三奈の実父〉、* 1936年）[277]
- 6日 - 服部祐兒（愛知県、相撲〈元前頭3枚目・藤ノ川。26歳で廃業後、東海学園大学で指導者として活躍。また相撲解説者として度々メディアに登場した〉、* 1960年）[278]
- 11日 - 佐藤哲夫（福島県、バレーボール〈富士フイルムバレーボール部のエースアタッカーとして活躍、日本男子代表として1968年メキシコ五輪、1972年ミュンヘン五輪、1976年モントリオール五輪とオリンピック3大会出場を果たし、ミュンヘン五輪で金メダルを獲得するなど出場した大会全てでメダルを獲得した〉、* 1949年）[279]
- 15日
  - 増位山太志郎（兵庫県、相撲（元大関、実父の初代増位山（1985年没）と史上初の親子大関。歌手としてもヒット曲を複数持つ）、* 1948年）[280]
  - 永田富佐子（長崎県、ゴルフ（1976年プロテスト合格。1987年日本女子プロ選手権優勝などJLPGAツアー7勝を記録）、* 1951年）[281]
- 22日 - 山崎照朝（山梨県、空手〈極真会館七段の腕前を持ち、キックボクシングでも活躍、現役引退後は全日本女子プロレス特別コーチとしてタッグチーム「クラッシュ・ギャルズ」【ライオネス飛鳥・長与千種】を指導、また格闘技関係のメディアにスポーツジャーナリストやコラムニストとして登場するなど空手界の枠を超えて幅広く活動。また、漫画『あしたのジョー』のキャラクター・力石徹のモデルでもある〉、* 1947年）[282]
- 23日 - カーロス・エリオット（ アメリカ合衆国、ボクシング（元東洋太平洋ジュニアミドル級王者。三代目 J SOUL BROTHERSのメンバー、ELLYの実父）、* 1962年）[283]

### 7月
- 1日 - 坂野旭飛（英語版）（北海道、ノルディックスキー〈世界ジュニア選手権4大会連続出場、前年スキージャンプ・ワールドカップ札幌大会出場〉、* 2005年）[284]
- 3日 - ディオゴ・ジョッタ（ ポルトガル、サッカー〈イングランドプレミアリーグのリヴァプールFCで活躍、ポルトガル代表にもA代表として49試合出場〉、* 1996年）[285]
- 16日 - 河合初子（京都府、水泳（1956年メルボルン五輪女子高飛び込み・板飛び込み、1964年東京五輪女子高飛び込み日本代表）、* 1937年）[286]
- 18日
  - 河野光隆（神奈川県、ゴルフ（1965年・1966年の日本プロ選手権連覇などプロ通算5勝。プロ通算21勝の河野高明（2010年没）の実弟）、* 1941年）[287]
  - 小原日登美（青森県、レスリング〈自衛隊体育学校所属時に2012年ロンドン五輪女子48kg級で金メダルを獲得、指導者としても本年よりレスリング日本代表コーチに就任していた〉、* 1981年）[288]
- 22日 - 近藤欽司（愛知県、卓球（元白鵬女子高校卓球部および日本女子代表監督、2008年北京五輪女子団体4位入賞に導き、同年の世界選手権では当時14歳の石川佳純を代表デビューさせた）、* 1942年）[289]
- 24日 - ハルク・ホーガン（ アメリカ合衆国、プロレス〈ニューヨークマットの帝王として、WWF世界ヘビー級王者に君臨、また新日本プロレスでも活躍し、初代IWGPリーグ戦王者に輝くなど、日米マットで偉大なる足跡を残した〉、* 1953年）[290][291]

### 8月
- 2日 - 栗村智（広島県、スポーツアナウンサー（元ニッポン放送アナウンサー、主にプロ野球中継や競馬中継の実況を担当）、* 1953年）[292]
- 5日
  - フランク・ミル（ 西ドイツ/ ドイツ、サッカー〈元西ドイツ代表として1988年ソウル五輪に出場し、銅メダルを獲得〉、* 1958年）[293]
  - 橋本友彦（奈良県、プロレス・格闘家〈プロレスリングA-TEAM代表、総合格闘家としても活躍。また「TEAM MAKEHEN」時代に紫雷イオらを指導した〉、* 1977年）[294]
- 8日 - 琴富士孝也（千葉県、相撲〈元佐渡ヶ嶽部屋所属、元関脇。1991年7月場所で平幕力士として幕内最高優勝を果たす。引退後はタレントに転向〉、* 1964年）[295]
- 9日 - 浦川大将（東京都、ボクシング〈帝拳ジムに所属し、2020年度の全日本新人王【ライト級】に輝く〉、* 1997年）[296]
- 10日
  - 釜本邦茂（京都府、サッカー〈早稲田大学、ヤンマーディーゼルでプレー、日本リーグ（JSL）では通算202得点を挙げ、日本代表として歴代最多の75得点をマークし、1968年メキシコ五輪で銅メダルを獲得。指導者としてもガンバ大阪で監督を務めるなど、日本サッカー界の顔として活躍。1995年からは参議院議員を1期勤める。2005年に日本サッカー殿堂入り〉、（* 1944年）[297]
  - 水谷実雄（宮崎県、野球〈広島カープ・広島東洋カープ、阪急ブレーブス内・外野手、指導者としても前田智徳や福留孝介らを指導した〉、* 1947年）[298]